# 桑博阿
桑博阿（西班牙語：Samboa），是巴拿馬的城鎮，位於該國西北部，由恩戈貝-布格雷特區的希龍代區負責管轄，該城鎮在2012年5月10日從瓜里維亞拉分出。